# Marco Cláudio Marcelo (cônsul em 22 a.C.)
Marco Cláudio Marcelo Esernino (em latim: Marcus Claudius Marcellus Aeserninus) foi um político romano da gente Cláudia que serviu como cônsul em 22 a.C. com Lúcio Arrúncio.

## História
Esernino foi questor na Hispânia em 48 a.C. sob o comando de Quinto Cássio Longino. Alguns estudiosos supõe que ele teria sido filho do contubernal Marco Cláudio Marcelo Esernino citado por Cícero como um jovem romano que testemunhou no julgamento de Verres em 70 a.C, mas diversas edições da obra citam o nome do jovem como sendo "Caio Marcelo". Outros, como Johann Caspar von Orelli, acreditam que os dois são a mesma pessoa, diferente da pessoa que foi cônsul em 22 a.C..
Cássio o enviou com um destacamento militar para assumir o controle de Córduba por conta de um motim iniciado na Hispânia por causa de seu estilo de comando. Porém, Marcelo se juntou aos amotinados, não se sabe se por vontade própria ou coagido, e se colocou no comando dos rebeldes de Córduba, que ele indicou serem fieis a Júlio César e preparou para resistir aos avanços de Cássio. Porém, Marcelo evitou um combate e, com a chegada do procônsul Marco Emílio Lépido, Marcelo rapidamente se submeteu à sua autoridade e colocou as tropas sob o seu comando à disposição dele. Por seu papel dúbio neste episódio, Marcelo à princípio desagradou Júlio César, mas depois recuperou sua reputação com ele.
É possível que este Marcelo Esernino seja a mesma pessoa que foi eleita cônsul em 22 a.C. Este Marcelo Esernino se casou com Asínia, filha de Caio Asínio Polião, cônsul em 40 a.C.